# Muids
Muids es una localidad y comuna francesa situada en la región de Alta Normandía, departamento de Eure, en el distrito de Les Andelys y canton de Les Andelys.

## Geografía
Muids está situada en la orilla derecha del Sena, a unos 10 km desde Les Andelys, en dirección a Saint-Pierre-du-Vauvray. La poblacióm tiene una longitud de 6 km en paralelo al curso del río. La principal vía de comunicación es la carretera D313, a lo largo de todo el núcleo. No dispone de ferrocarril ni de puente sobre el Sena, siendo el más cercano el de Saint-Pierre.

## Enlaces externos

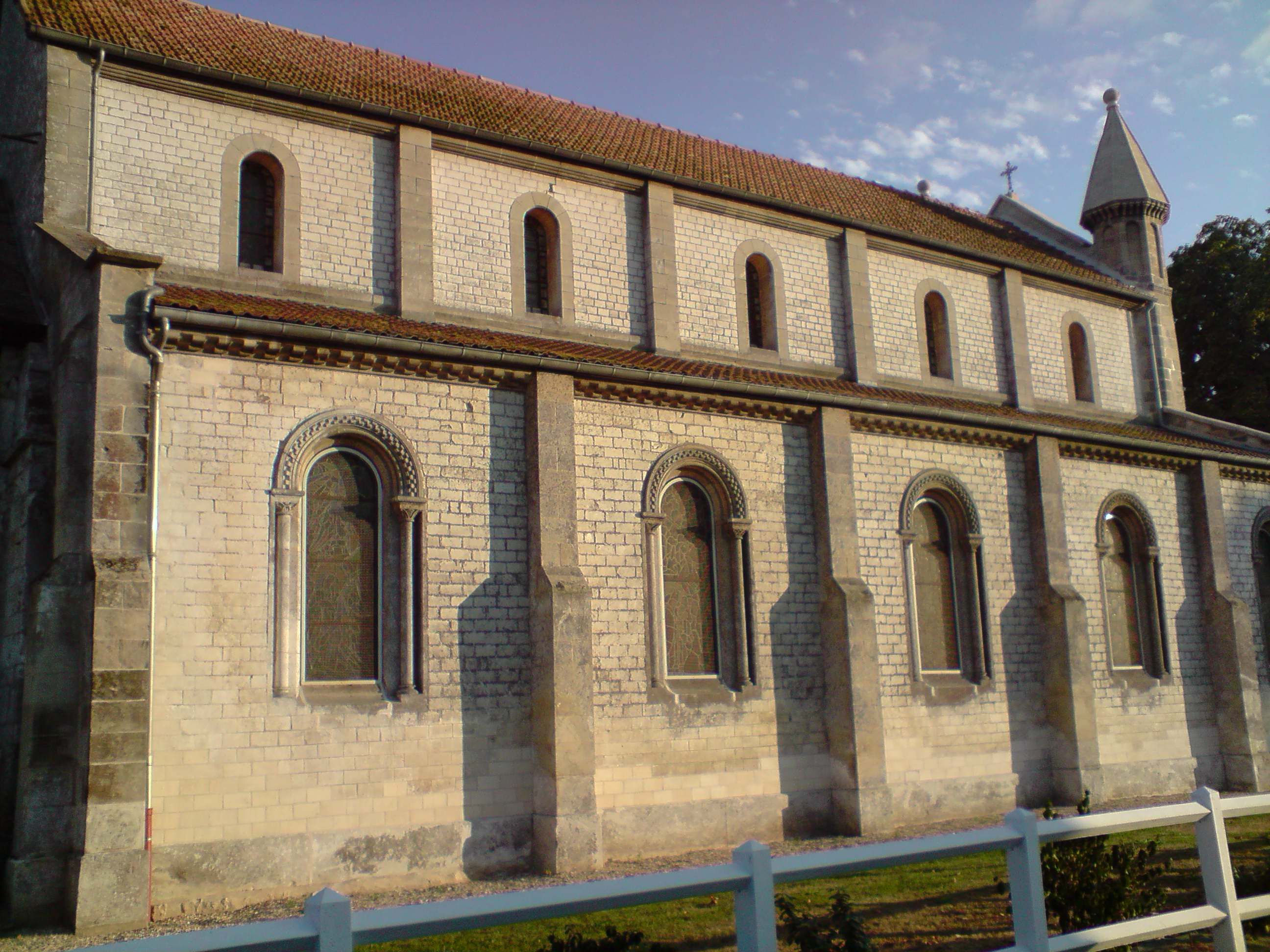
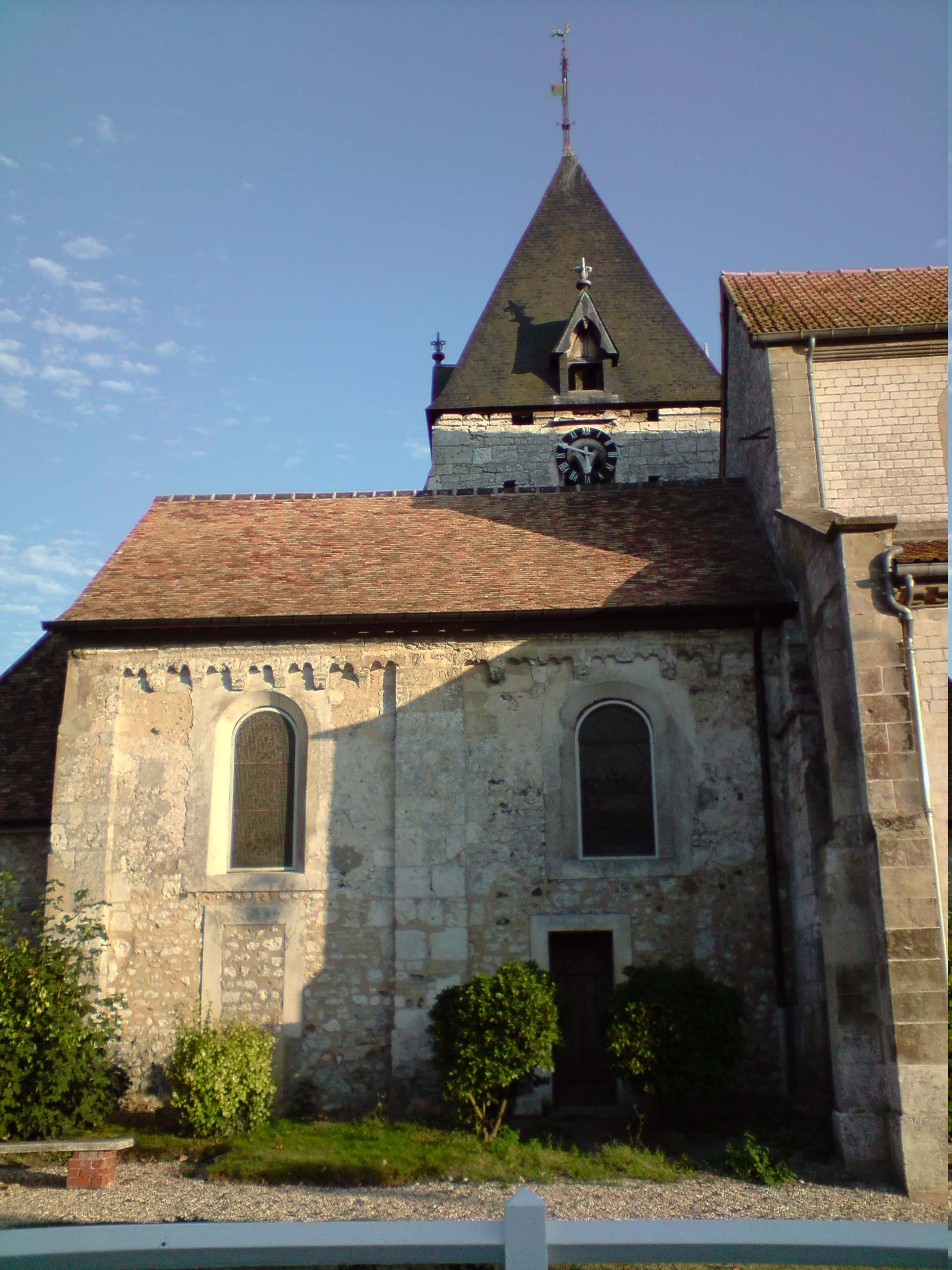
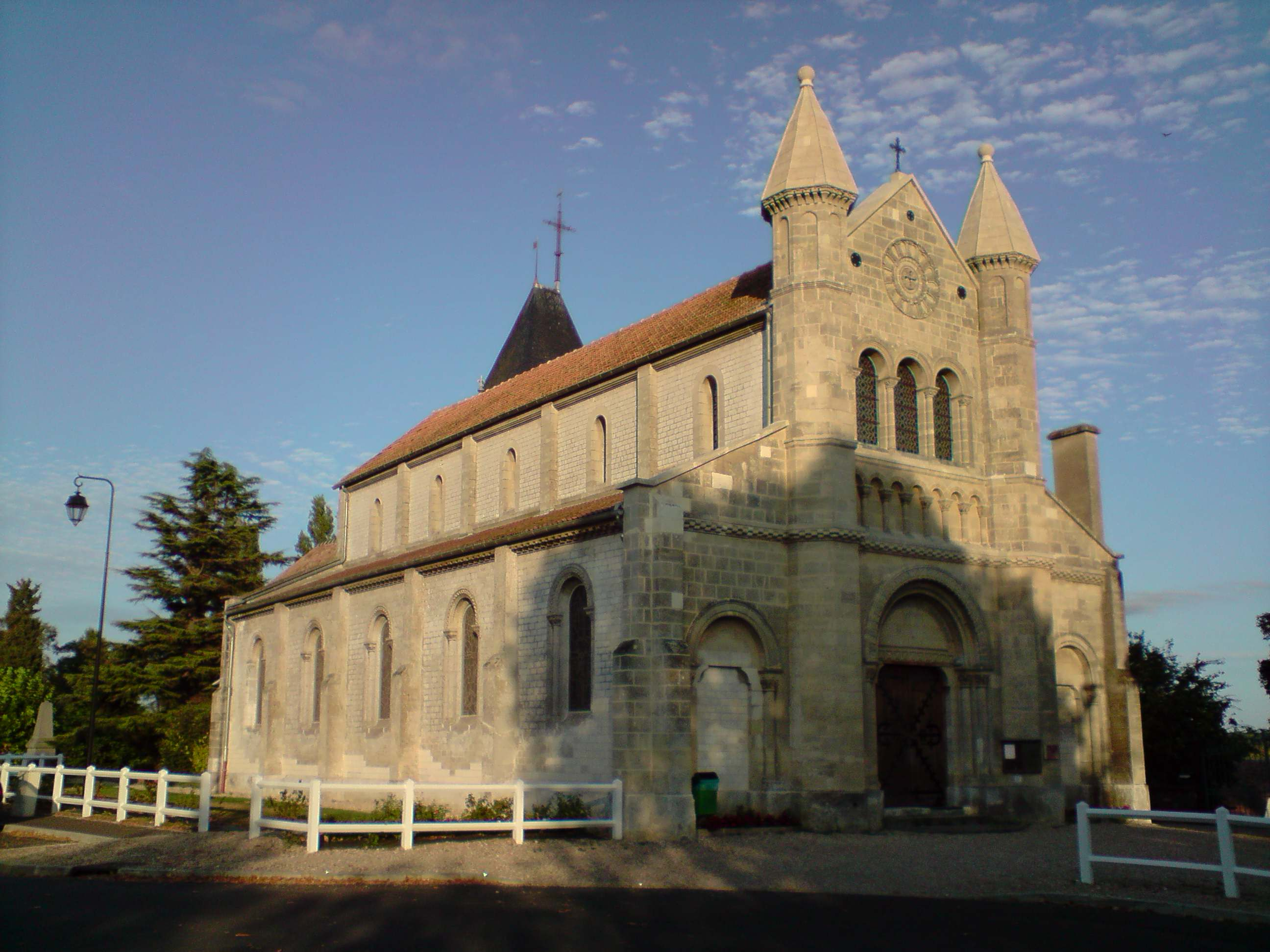
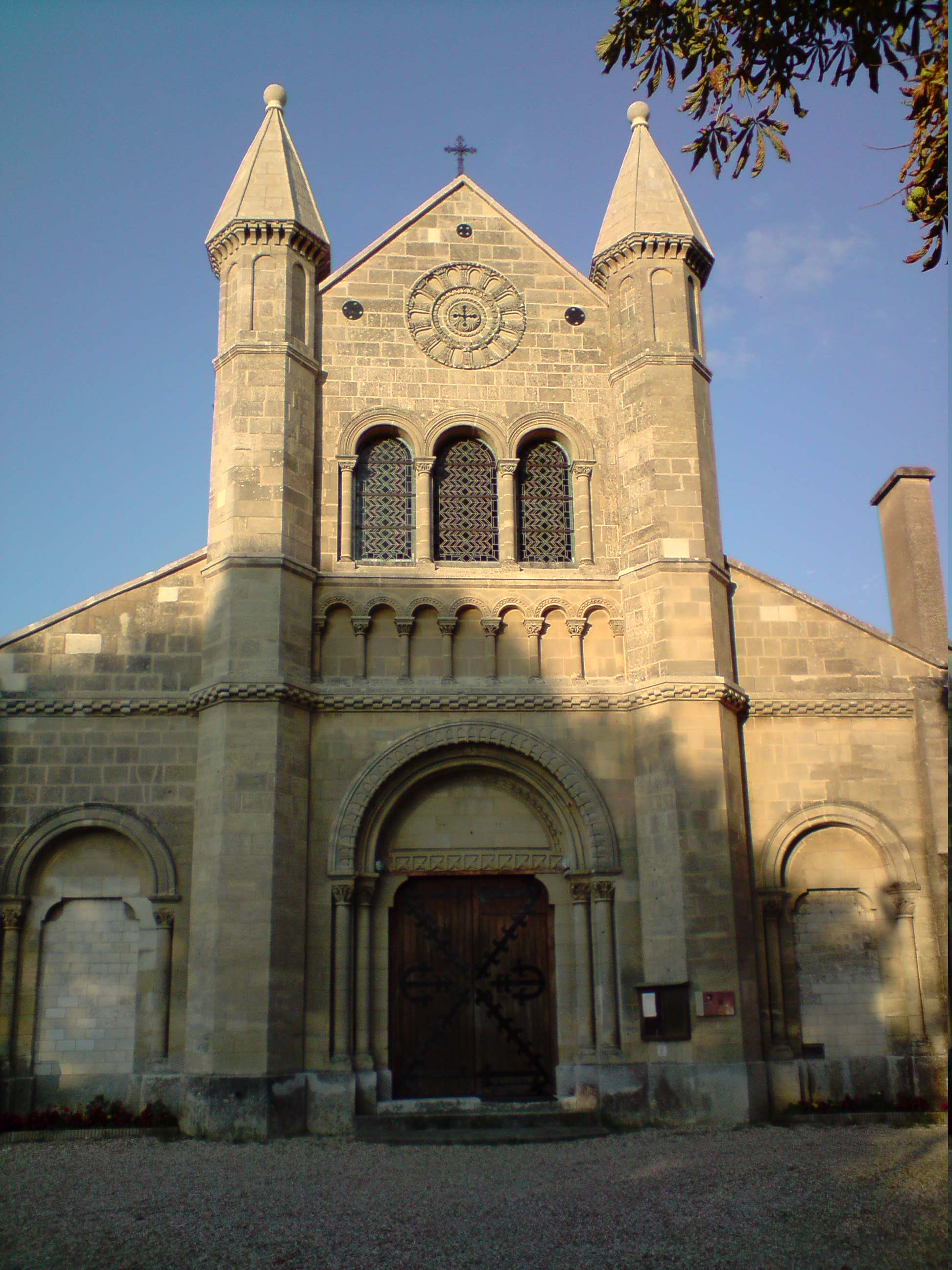

## Demografía
| 660 | 664 | 704 | 744 | 741 | 771 | 725 | 744 | 739 | 756 | 746 | 757 | 720 | 707 | 692 | 687 | 708 | 613 | 602 | 588 | 540 | 520 | 498 | 474 | 529 | 450 | 539 | 574 | 597 | 733 | 795 | 828 | 876 |
| Para los censos de 1962 a 1999 la población legal corresponde a la población sin duplicidades (Fuente: INSEE [Consultar]) |     |     |     |     |     |     |     |     |     |     |     |     |     |     |     |     |     |     |     |     |     |     |     |     |     |     |     |     |     |     |     |     |